# Famiglia Savery

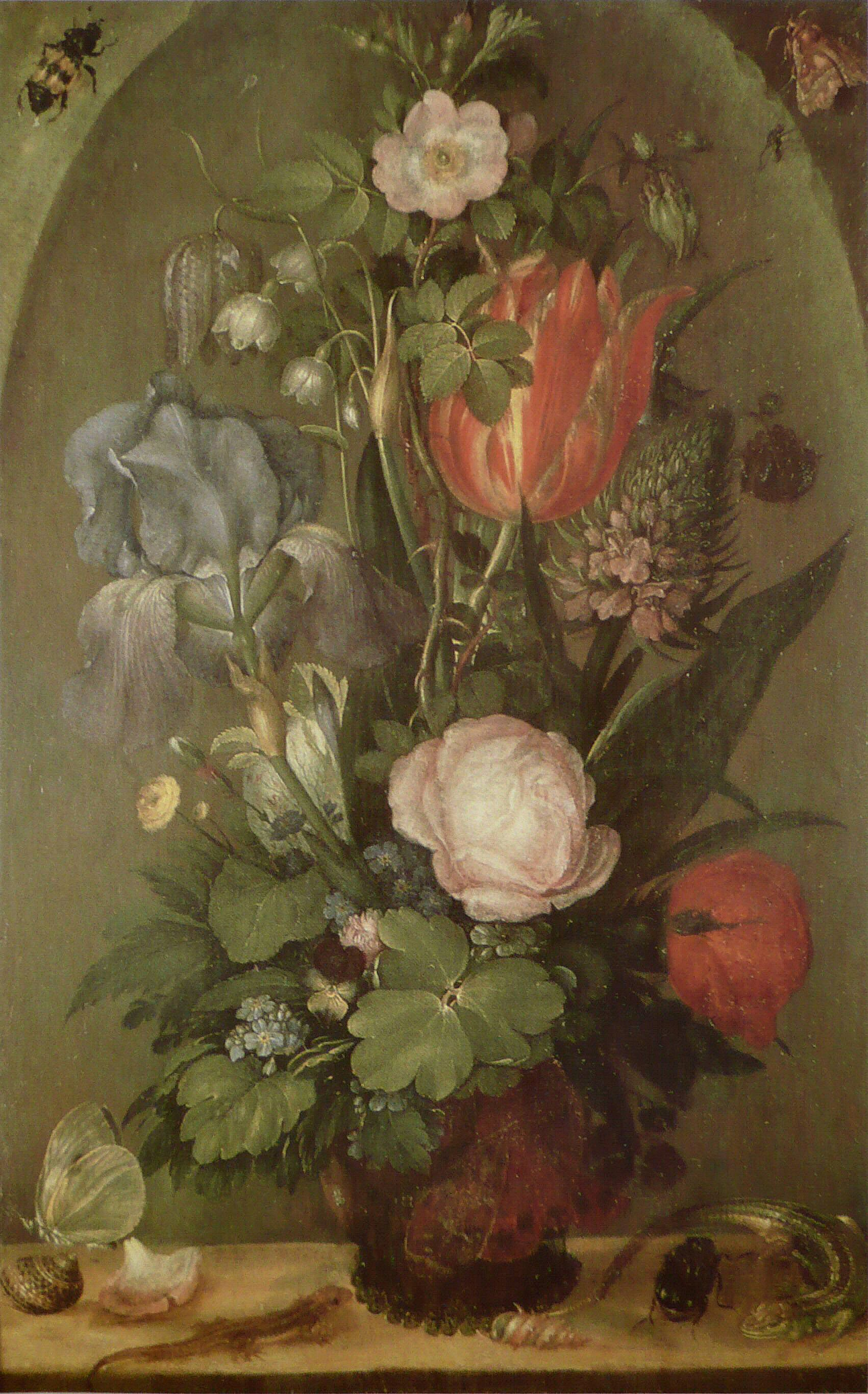
Roelant Savery, Vaso di fiori, 1603.

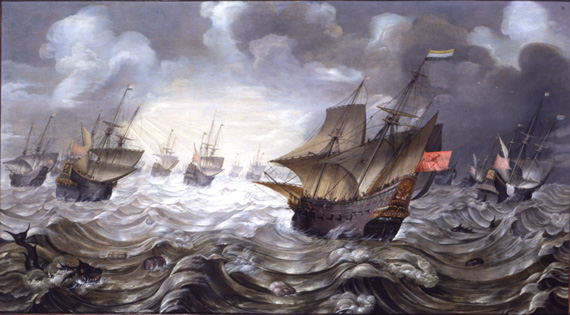
Hans Savery il Vecchio, Amsterdam.

La famiglia Savery, da rintracciarsi nei Paesi Bassi dominati dagli spagnoli e databile alla fine del '600, comprende al suo interno numerosi artisti:
- Hans Savery il Vecchio (1564-±1625)
- Jan Savery o Hans Savery il Giovane (1589-1654)
- Jacob Savery (±1565-1603)
- Roelant Savery (1576-1639)
- Roelant Roghman (1627-1692)
- Geertruydt Roghman (1625-±1657)
- Salomon Savery (1594-1666)

## Albero genealogico
|  |  |                        |                        |                        |                        |                        |                        |  |  |                           |                           |                           |                           |                           |                           |  |  |                    |                    |                    |                    |                    |                    |  |  |  |  |  |  |
|  |  | Hans Savery il Vecchio | Hans Savery il Vecchio | Hans Savery il Vecchio | Hans Savery il Vecchio | Hans Savery il Vecchio | Hans Savery il Vecchio |  |  | Pieter Savery             | Pieter Savery             | Pieter Savery             | Pieter Savery             | Pieter Savery             | Pieter Savery             |  |  |                    |                    |                    |                    |                    |                    |  |  |  |  |  |  |
|  |  | Hans Savery il Vecchio | Hans Savery il Vecchio | Hans Savery il Vecchio | Hans Savery il Vecchio | Hans Savery il Vecchio | Hans Savery il Vecchio |  |  | Pieter Savery             | Pieter Savery             | Pieter Savery             | Pieter Savery             | Pieter Savery             | Pieter Savery             |  |  |                    |                    |                    |                    |                    |                    |  |  |  |  |  |  |
|  |  |                        |                        |                        |                        |                        |                        |  |  |                           |                           |                           |                           |                           |                           |  |  |                    |                    |                    |                    |                    |                    |  |  |  |  |  |  |
|  |  | Roelant Savery         | Roelant Savery         | Roelant Savery         | Roelant Savery         | Roelant Savery         | Roelant Savery         |  |  | Jan Savery                | Jan Savery                | Jan Savery                | Jan Savery                | Jan Savery                | Jan Savery                |  |  |                    |                    |                    |                    |                    |                    |  |  |  |  |  |  |
|  |  |                        | Roelant Savery         | Roelant Savery         | Roelant Savery         | Roelant Savery         | Roelant Savery         |  |  | Jan Savery                | Jan Savery                | Jan Savery                | Jan Savery                | Jan Savery                | Jan Savery                |  |  |                    |                    |                    |                    |                    |                    |  |  |  |  |  |  |
|  |  |                        |                        |                        |                        |                        |                        |  |  |                           |                           |                           |                           |                           |                           |  |  |                    |                    |                    |                    |                    |                    |  |  |  |  |  |  |
|  |  | Jacob Savery           | Jacob Savery           | Jacob Savery           | Jacob Savery           | Jacob Savery           | Jacob Savery           |  |  | Salomon Savery            | Salomon Savery            | Salomon Savery            | Salomon Savery            | Salomon Savery            | Salomon Savery            |  |  | Jacob Savery III   | Jacob Savery III   | Jacob Savery III   | Jacob Savery III   | Jacob Savery III   | Jacob Savery III   |  |  |  |  |  |  |
|  |  | Jacob Savery           | Jacob Savery           | Jacob Savery           | Jacob Savery           | Jacob Savery           | Jacob Savery           |  |  | Salomon Savery            | Salomon Savery            | Salomon Savery            | Salomon Savery            | Salomon Savery            | Salomon Savery            |  |  | Jacob Savery III   | Jacob Savery III   | Jacob Savery III   | Jacob Savery III   | Jacob Savery III   | Jacob Savery III   |  |  |  |  |  |  |
|  |  |                        |                        |                        |                        |                        |                        |  |  |                           |                           |                           |                           |                           |                           |  |  |                    |                    |                    |                    |                    |                    |  |  |  |  |  |  |
|  |  |                        |                        |                        |                        |                        |                        |  |  | Hans Savery II            |                           |                           |                           |                           |                           |  |  |                    |                    |                    |                    |                    |                    |  |  |  |  |  |  |
|  |  |                        |                        |                        |                        |                        |                        |  |  |                           |                           |                           |                           |                           |                           |  |  |                    |                    |                    |                    |                    |                    |  |  |  |  |  |  |
|  |  |                        |                        |                        |                        |                        |                        |  |  |                           |                           |                           |                           |                           |                           |  |  |                    |                    |                    |                    |                    |                    |  |  |  |  |  |  |
|  |  |                        |                        |                        |                        |                        |                        |  |  | Jacob Savery il Giovane   | Jacob Savery il Giovane   | Jacob Savery il Giovane   | Jacob Savery il Giovane   | Jacob Savery il Giovane   | Jacob Savery il Giovane   |  |  | Magdalena Roghman  | Magdalena Roghman  | Magdalena Roghman  | Magdalena Roghman  | Magdalena Roghman  | Magdalena Roghman  |  |  |  |  |  |  |
|  |  |                        |                        |                        |                        |                        |                        |  |  | Jacob Savery il Giovane   | Jacob Savery il Giovane   | Jacob Savery il Giovane   | Jacob Savery il Giovane   | Jacob Savery il Giovane   | Jacob Savery il Giovane   |  |  | Magdalena Roghman  | Magdalena Roghman  | Magdalena Roghman  | Magdalena Roghman  | Magdalena Roghman  | Magdalena Roghman  |  |  |  |  |  |  |
|  |  |                        |                        |                        |                        |                        |                        |  |  |                           |                           |                           |                           |                           |                           |  |  |                    |                    |                    |                    |                    |                    |  |  |  |  |  |  |
|  |  |                        |                        |                        |                        |                        |                        |  |  | Maria Jacobs Savery       | Maria Jacobs Savery       | Maria Jacobs Savery       | Maria Jacobs Savery       | Maria Jacobs Savery       | Maria Jacobs Savery       |  |  | Geertruydt Roghman | Geertruydt Roghman | Geertruydt Roghman | Geertruydt Roghman | Geertruydt Roghman | Geertruydt Roghman |  |  |  |  |  |  |
|  |  |                        |                        |                        |                        |                        |                        |  |  | Maria Jacobs Savery       | Maria Jacobs Savery       | Maria Jacobs Savery       | Maria Jacobs Savery       | Maria Jacobs Savery       | Maria Jacobs Savery       |  |  | Geertruydt Roghman | Geertruydt Roghman | Geertruydt Roghman | Geertruydt Roghman | Geertruydt Roghman | Geertruydt Roghman |  |  |  |  |  |  |
|  |  |                        |                        |                        |                        |                        |                        |  |  |                           |                           |                           |                           |                           |                           |  |  |                    |                    |                    |                    |                    |                    |  |  |  |  |  |  |
|  |  |                        |                        |                        |                        |                        |                        |  |  |                           |                           |                           |                           |                           |                           |  |  |                    |                    |                    |                    |                    |                    |  |  |  |  |  |  |
|  |  |                        |                        |                        |                        |                        |                        |  |  | Henrick Lambertsz Roghman | Henrick Lambertsz Roghman | Henrick Lambertsz Roghman | Henrick Lambertsz Roghman | Henrick Lambertsz Roghman | Henrick Lambertsz Roghman |  |  | Roelant Roghman    | Roelant Roghman    | Roelant Roghman    | Roelant Roghman    | Roelant Roghman    | Roelant Roghman    |  |  |  |  |  |  |
|  |  |                        |                        |                        |                        |                        |                        |  |  | Henrick Lambertsz Roghman | Henrick Lambertsz Roghman | Henrick Lambertsz Roghman | Henrick Lambertsz Roghman | Henrick Lambertsz Roghman | Henrick Lambertsz Roghman |  |  | Roelant Roghman    | Roelant Roghman    | Roelant Roghman    | Roelant Roghman    | Roelant Roghman    | Roelant Roghman    |  |  |  |  |  |  |